# Llista d'aerolínies d'Eslovènia
La següent és una llista de les aerolínies que actualment operen a Eslovènia:
| AEROLÍNIA       | IATA | OACI | Indicatiu  | Fundació |
| --------------- | ---- | ---- | ---------- | -------- |
| Adria Airways   | JP   | ADR  | ADRIA      | 1961     |
| Aurora Airlines |      | URR  | AIR AURORA | 2005     |
| Linxair         |      | 8EF  |            | 1999     |
| Solinair        |      | SOP  | SOLINAIR   | 1991     |